# Шухляда

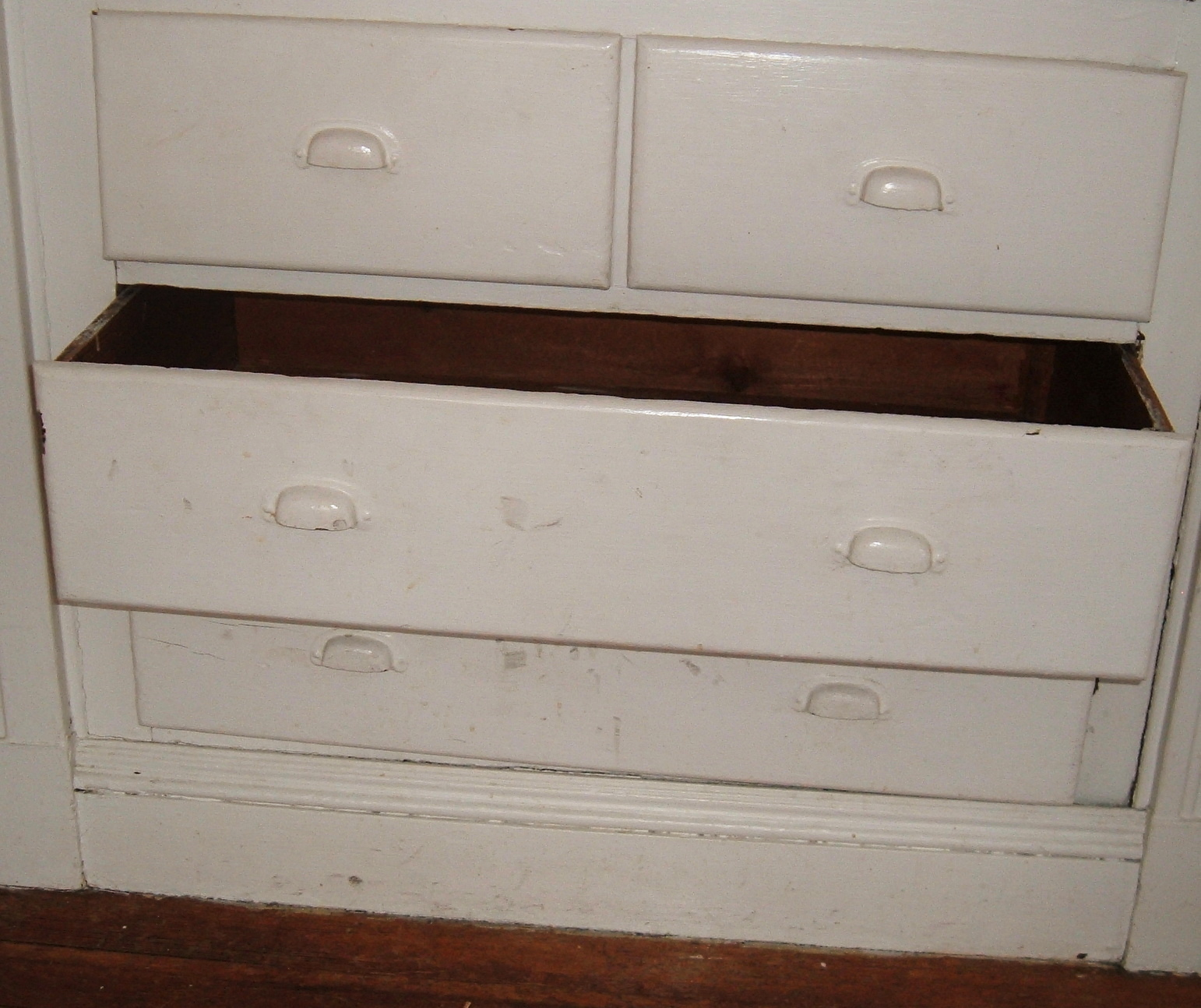
Шухляда

Шухля́да (від нім. Schublade, можливо, через посередництво пол. szuflada) — чотирикутна, переважно висувна коробка для зберігання дрібних речей в столі, шафі (комоді, гардеробі). Використовується для зберігання широкої номенклатури предметів користування, конструкція шухляди передбачає її переміщення відносно меблевого виробу за допомогою напрямних.
Маленька шухлядка в боковій стінці скрині називалася прискри́нок.
- Відкладати (справу) в довгу шухляду — відкладати виконання якої-небудь справи на тривалий, невизначений час[3].